# Копиласти тетреб
Копиласти или копиљасти тетреб (лат. Tetrao medius) хибрид је ружевца и великог тетреба.
Копиласти тетреби спајају црте обеју родитељских врста. Међу њима има више мужјака. Неки од њих више личе на велике тетребе, а неки на ружевце; тачан изглед је вероватно одређен врстом оца. Чешће се срећу јединке типа ружевца.
Није способан за даље размножавање, стога јаја од копиластог тетреба која снесу ружевице не дају птиће. Копиласти тетреб, будући већи и снажнији од ружевца, тера мужјаке од ружевица и омета уобичајен ток парења.
Тешко је разликовати копиластог тетреба од ружевца. Тежак је 2–3 кг, има рачваст реп, али недостаје перје у облику лире. Мужјак је претежно црне или смеђоцрне боје. Груди и врат имају љубичасти сјај. Копиласти тетреб има равну задњу ивицу репа док је ружевичин рачваст, а великог тетреба заобљен. Од родитељских врста се највише разликује по мужјаковом зову за парење, који звучи као снажно подригивање или шуштање.
Забележен је налаз копиластог тетреба на Хрбљини, Босни и Херцеговини, одстрељеног 15. априла 1894.

## Порекло
Копиласти тетреби се јављају ако на подручју где живе ружевци и велики тетреби нема довољно мужјака једне од ових врста, по правилу великих тетреба. До одсуства мужјака доводи интензиван лов који уништава мужјаке, самим тим терајући женку на место парења сродне врсте. Женке ружеваца и великих тетреба су сличне по изгледу, те се мужјаци друге врсте радо паре с њима. У овом случају, женка леже копиластог тетреба.